# Gmina Tropojë
Gmina Tropojë (alb. Komuna Tropojë) – gmina położona w północnej części Albanii. Administracyjnie należy do okręgu Tropoja w obwodzie Kukës. W 2011 roku populacja gminy wyniosła 4117 osób – 1972 kobiety oraz 2145 mężczyzn, z czego Albańczycy stanowili ponad 95% mieszkańców.
Ośrodkiem administracyjnym gminy jest Tropoja. W skład gminy wchodzi piętnaście miejscowości: Astë, Babinë, Begaj, Buçaj, Gegaj, Kasaj, Kërrnajë, Kojel, Kovaç, Myhejan, Papaj, Sopot, Shkëlzen, Shumicë-Ahmetaj, Viçidol.